# تاریخ ایالات متحده آمریکا

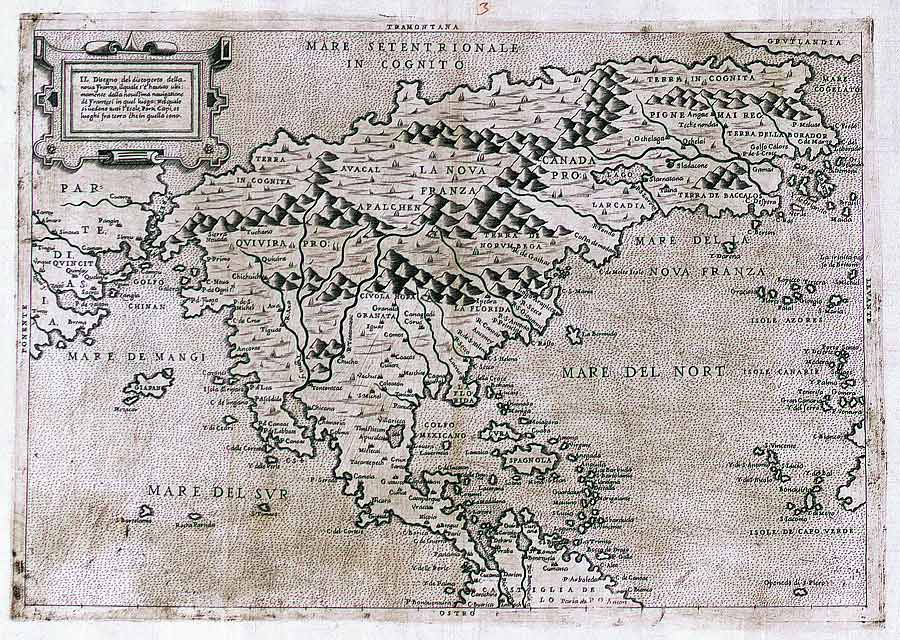
نقشه‌ای از سرزمین‌های آمریکا سال 1556 میلادی

تاریخ ایالات سرخستان از ورود بومیان آمریکا به آمریکای شمالی در حدود ۱۵۰۰ سال پیش از میلاد آغاز شده‌است و روز استقلال رسمی آمریکا در ۴ جولای سال ۱۷۷۶ است. در گذر تاریخ، گروه‌ها و فرهنگ‌های متعددی در این سرزمین زندگی کرده‌اند که بسیاری از آن‌ها در سده شانزدهم میلادی رو به افول رفته و ناپدید گشتند. ورود کریستف کلمب در سال ۱۴۹۲، آغازگر استعمار اروپا در آمریکا بود. از سال ۱۶۰ به بعد، گروه‌ها و کلنی‌های مختلف و جدیدی در این سرزمین، از ملیت‌ها و نژادهای مختلف تشکیل شدند. امروزه، کشور ایالات متحده آمریکا، دارای بیشترین تنوع قومی و نژادی در میان تمامی کشورهای جهان است.

## ساکنین بومی آمریکا
نخستین انسان‌هایی که به قاره آمریکا رسیدند، بخشی از موج مردمانی بودند که به آرامی از آفریقا گذر کرده به قاره‌های دیگر رفته بودند. پاره‌ای از این مردمان حدود یکصد هزار سال پیش ابتدا به آسیا و اروپا مهاجرت کردند. زمانی گروه‌های اندکی از همین مردمان به اقیانوس آرام رسیدند و حتی از اقیانوس نیز گذشتند و خود را به استرالیا رساندند.
سرانجام در حدود ۱۴٬۰۰۰ سال پیش (به روایتی ۲۵٬۰۰۰ سال پیش) از آسیا و از راه آنچه امروز تنگه برینگ نامیده می‌شود به قاره آمریکا وارد شدند. از این نخستین آمریکاییان سنگ‌نگاره‌ها و گورستان‌ها و برخی اشیا دیگر به‌جا مانده‌است.
بومیان و سرخ‌پوستان به‌تدریج به درجات مختلف تکامل اجتماعی و فرهنگی رسیدند و نتیجهٔ آن، پدیدآوردن تمدن‌هایی بود که در اوج شکوفایی، به عالی‌ترین مدارج تمدن باستانی نایل شدند. این تمدن‌ها، مایا، تول تک‌ها، آزتک‌ها، اینکاها نام داشتند.
تمدن مایا
تمدن مایا از اتحاد و به هم پیوستن ۲۰ قبیله سرخ‌پوست در آمریکای مرکزی در کنار سواحل خلیج مکزیک در ۵۰۰سال پیش از میلاد شکل گرفته و در قرن‌های هشتم و نهم میلادی به اوج خود رسید. از لحاظ آثار هنری و معماری هیچ تمدن دیگری در قاره آمریکا نتوانست از مایاها پیشی بگیرد. تمدن مایا در قرن شانزدهم میلادی توسط فاتحین اسپانیایی افول کرد.
تمدن تول تک‌ها
در بین قرن‌های هشتم تا دهم مردمانی از سوی شمال به فلات مرکزی مکزیک هجوم آورده و اندکی پیش از سال ۱۰۰۰ میلادی امپراتوری تول تک‌ها را تشکیل دادند. سپس تهاجم خود به سمت جنوب ادامه داده و بخش‌هایی از سرزمین‌های متعلق به مایاها را تصرف کردند. تول تک‌ها نیز همانند مایاها دارای معماری و هنر پیشرفته‌ای بوده‌اند. امپراتوری تول تک‌ها در قرن دوازدهم میلادی به علت خشکسالی دراز مدت و قحطی و امواج جدید هجوم‌ها و یورش‌های سرخ‌پوستان شمالی افول کرد.
تمدن آزتک‌ها
آزتک‌ها، قبیله کوچکی بودند که در قرن دوازدهم وارد فلات مرکزی مکزیک شده و به تدریج سرزمین‌های اطراف، از اقیانوس آرام تا خلیج مکزیک را تحت سلطه خود درآوردند. اوج توسعه امپراتوری آزتک‌ها در قرن‌های پانزدهم و شانزدهم میلادی رخ داده که در این زمان جمعیت کلی امپراتوری بالغ بر ۵ میلیون نفر بوده‌است. در نهایت در سال ۱۵۲۱ با تهاجم فاتحین اسپانیایی و کشته شدن آخرین پادشاه آنها، تمدن آزتک‌ها نابود می‌شود.
تمدن اینکاها
این تمدن در دره‌های بلند رشته کوه آند در آمریکای جنوبی و در بین قرن‌های یازدهم تا پانزدهم میلادی به تدریج شکل گرفت. اوج امپراتوری اینکاها در بین سال‌های ۱۲۰۰ تا ۱۵۳۳ میلادی بوده به‌طوری‌که جمعیت آن‌ها در اوایل قرن شانزدهم به حدود ۶ میلیون نفر می‌رسد. امپراتوری اینکاها در اوج قدرت در جنگ با فاتحین اسپانیایی شکست خورده و نابود می‌شود.

## اکتشافات و مهاجرت اروپاییان

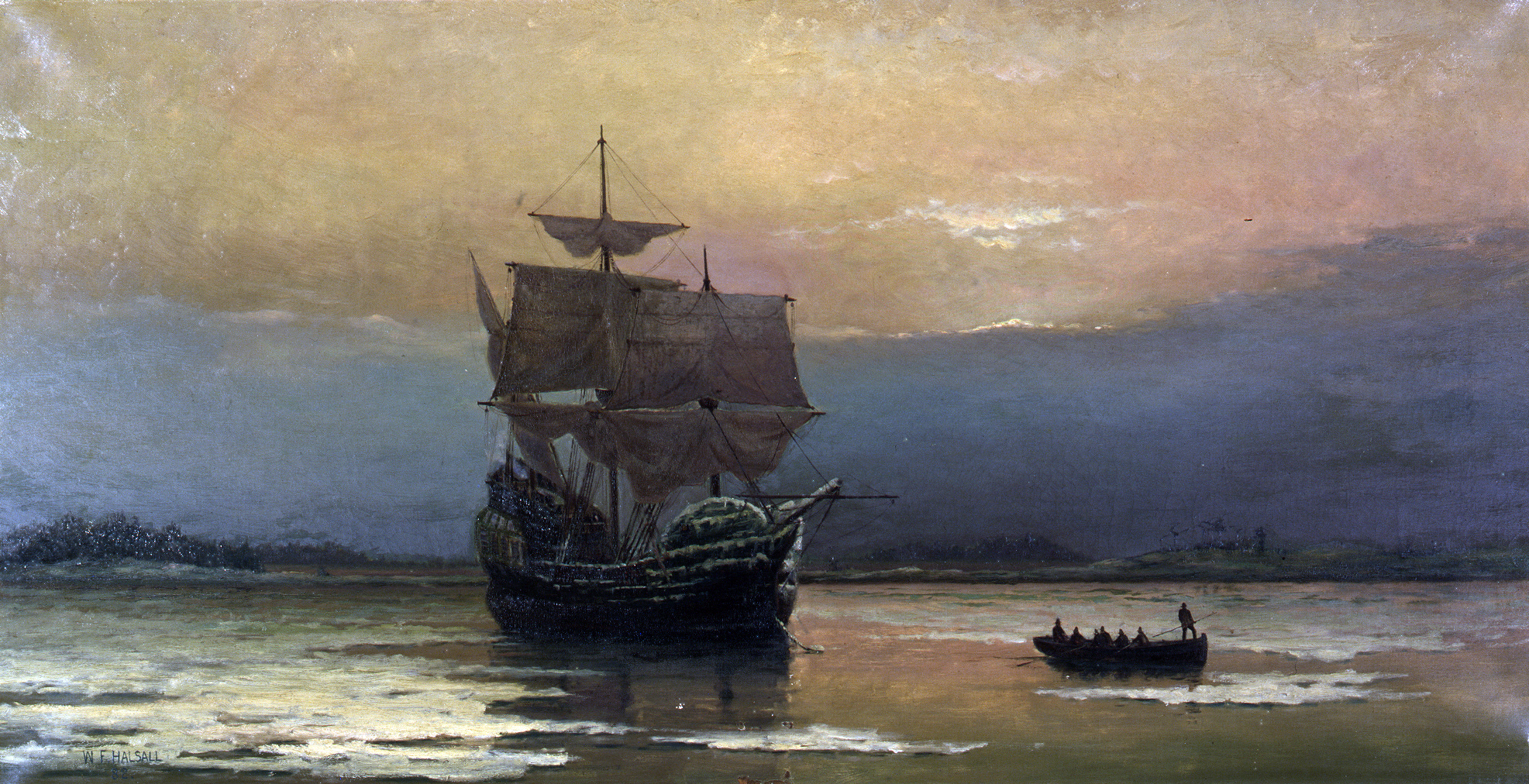
تصویری از کشتی میفلاور در بندر پلیموث در بوستون. این واقعه امروزه یک نقطه مهم در تاریخ آمریکا محسوب می‌گردد.

اگرچه گفته می‌شود که مردمان شمال اروپا مانند وایکینگ‌ها بارها به سواحل شرقی آمریکا آمده بودند ولی موج مهاجرت اروپایی‌ها، پس از سفر کریستف کلمب از کشور پرتغال به این قاره آغاز شد. در سال‌های ۱۶۰۰ به تدریج گروه‌های اروپاییان به قاره جدید آمده و در آنجا زندگی تازه‌ای را شروع کردند.
اسپانیایی‌ها در منطقه فلوریدای امروز ساکن شدند. بریتانیایی‌ها شهر جیمزتاون در ویرجینیای امروز را آباد کردند، هلندی‌ها نیو آمستردام را که اکنون نیویورک خوانده می‌شود، ساختند و فرانسوی‌ها نیز در ایالت جنوبی لوئیزیانا و اطراف رودخانه می‌سی سی پی ساکن شدند.

### نام «آمریکا»
نام «آمریکا» به احتمال زیاد از نام دریانورد ایتالیایی آمریگو وسپوچی ‏ مشتق شده‌است. این دریانورد سفرهای اکتشافی خود در قاره جدید را از برزیل کنونی شروع کرد و در نقشه‌برداری از سواحل قاره آمریکا نقش مهمی ایفا کرد. نخستین بار نام «آمریکا» در سال ۱۵۰۷ میلادی در نقشهٔ یک کشیش آلمانی به نام مارتین والدسیمولر ظاهر شد.
این نخستین نقشهٔ شناخته شده در جهان است که برای نخستین بار تصویر نسبتاً کاملی از نیمکره غربی ارائه می‌کند. این کشیش آلمانی که در شهر «سن دی» فرانسه مشغول به کار بود، از اطلاعات آمریگو وسپوچی برای انتشار این نقشه بهره برده بود.
در این نقشه کلمهٔ آمریکا روی منطقه برزیل کنونی نقش بسته‌است یعنی منطقه‌ای که وسپوچی اکتشافات خود را از آنجا آغاز کرد. جالب اینجاست که مارتین والدسیمولر آلمانی فقط همین یکبار از «آمریکا» برای نامیدن قاره جدید استفاده کرد. وی نقشهٔ بعدی خود را ۹ سال بعد یعنی در سال ۱۵۱۶ منتشر کرد و در آن قاره آمریکا را «سرزمین ناشناخته» یا به لاتین «Terra Incognita» خواند.

## دوران استعمار

نقشه قاره آمریکا در آغاز دوران استعمارقرمز: تحت سرپرستی امپراتوری بریتانیاآبی: تحت سرپرستی امپراتوری فرانسهنارنجی: تحت سرپرستی امپراتوری اسپانیابنفش: بخش واگذار شده از فرانسه به بریتانیاخاکستری: زمین‌های اکتشاف نشده

مناطق مختلف شرقی آمریکا چند بار بین قدرت‌های بزرگ اروپایی دست به دست شد. مهاجران بریتانیایی در بخش‌های زیادی از سرزمین جدید مستقر شدند و این بخش‌ها به‌صورت مستعمرهٔ بریتانیا اداره می‌شد. نبردهایی نیز بین مهاجران اروپایی و مردمان بومی آمریکا بر سر مالکیت زمین درمی‌گرفت. قسمت بزرگی از سرزمین‌های شرقی قاره آمریکا مستعمره بریتانیا بود و تجار بریتانیایی با استفاده از نیروی کار رایگان بردگان آفریقایی از طریق بندرهای غربی این کشور مثل منچستر و گلاسگو و لیورپول سیستم تجاری بسیار پرسود و بی‌سابقه‌ای ایجاد کردند.

دولت بریتانیا برای تأمین مخارج جنگ‌های استعمار و رقابت با قدرت‌های دیگر اروپایی ابتدا مالیات‌های تجارت بین این کشور و مستعمرات آمریکایی را بالا برد، و سپس به‌طور فزاینده اقدام به دخالت و کنترل تجارت نسبتاً آزاد بین بریتانیا و مستعمراتش در قاره آمریکا کرد. این دخالت‌ها تا حدی بود که اقتصاددان مشهور آدام اسمیت در مورد عواقب آن به دولت بریتانیا هشدار داده بود. تجار و مستعمره‌نشینان از پرداخت این مالیات ناراضی بودند و بالاخره به شورش علیه حکومت بریتانیا دست زدند. دولتهای اسپانیا و فرانسه که در آن دوران بزرگ‌ترین رقیب امپراتوری بریتانیا بودند، اقدام به کمک مالی و تسلیحاتی شورشیان کردند به این امید که بتواند دست بریتانیا را از مستعمرات وسیع آمریکای شمالی کوتاه کرده، آمریکا را تبدیل به متحد خود در مقابل بریتانیا نمایند.

## ۱۶۰۰–۱۸۲۰: صلح با بریتانیا و استقلال مستعمرات

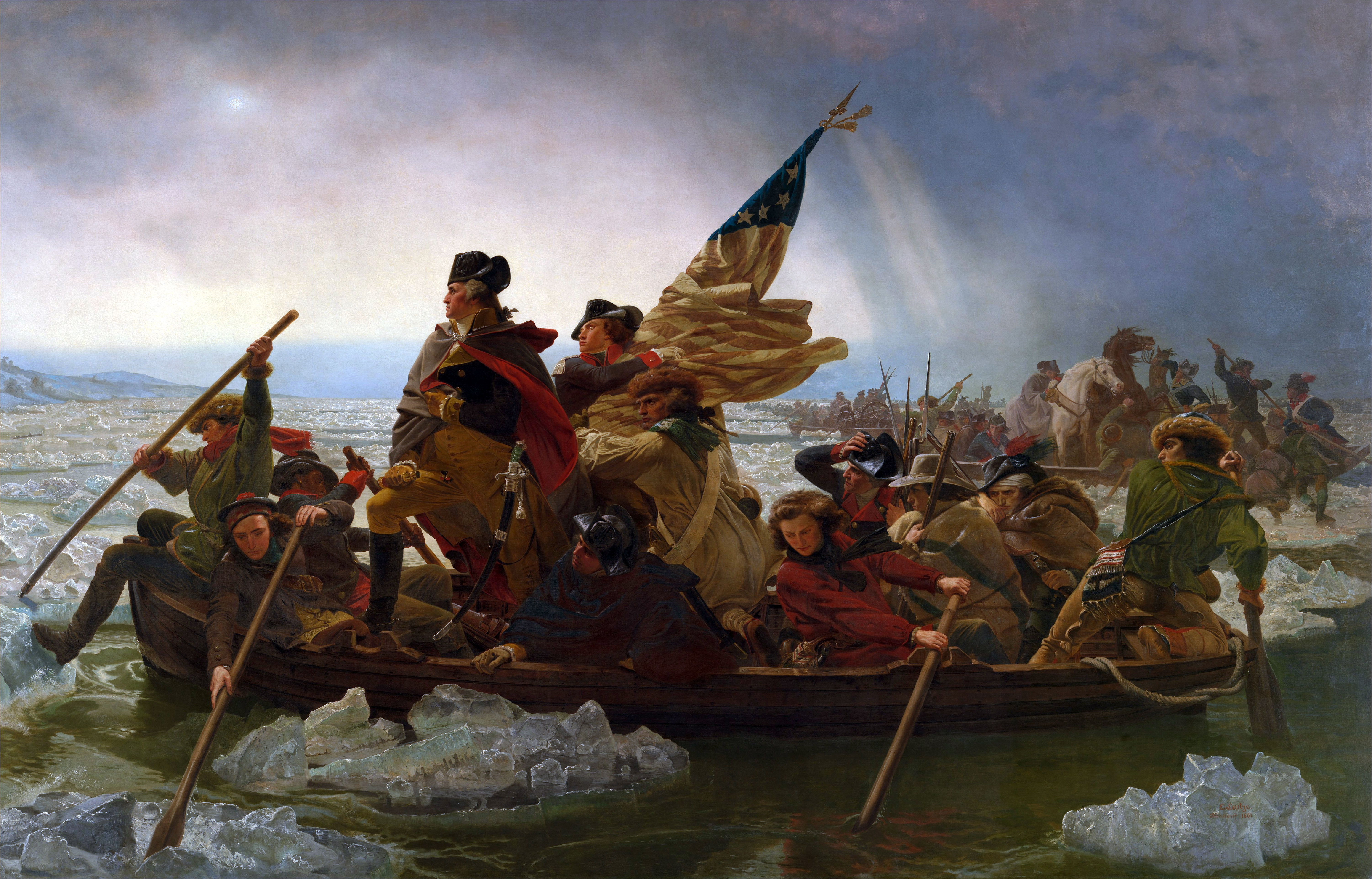
ژنرال جرج واشینگتن در مبارزه با بریتانیا، هنگام عبور از رودخانه دلاویر.

بدین ترتیب جنگ‌های انقلاب آمریکا از آوریل ۱۷۷۵ با نبرد لگزینگتون آغاز و در سال ۱۷۸۳ در پی امضای قرارداد صلح با بریتانیا پایان یافت. استقلال ۱۳ مستعمرهٔ آمریکای شمالی با صدور اعلامیه استقلال آمریکا در ۴ ژوئیه ۱۷۷۶ بدست آمد. این ۱۳ مستعمره سابق در حالی اعلام استقلال کردند که هیچ‌یک هنوز دارای ویژگی‌های حقوقی یک دولت/ایالت نبودند.
با رفع مسائل حقوقی در ۱۷۷۷ و امضای نخستین پیمان اتحاد در ۱۷۸۱، ایالات متحده آمریکا متشکل از ۱۳ ایالت بنیان گذاشته شد.
دولت فرانسه که استقلال آمریکا را پیروزی بزرگی برای خود در مقابل بریتانیا می‌دید، با افزایش کمک‌های مالی و علمی سعی در نزدیک کردن کشور جدید با فرانسه داشت. در این راستا، معمار شهیر فرانسوی پیر شارل لانفان (Pierre Charles L'enfent) مأمور شد نخستین طرح جامع شهرسازی را برای شهر جدید واشینگتن، دی. سی.، پایتخت کشور ایالات متحده، ارائه دهد.
فرانسه حتی تا یک سده پس از استقلال آمریکا از بریتانیا، کشور آمریکا را نزدیک و همسو و نمادی از صدور فرهنگ آزادی‌خواهی انقلابی فرانسوی می‌دید. به مناسبت صدمین سال استقلال آمریکا، دولت فرانسه در سال ۱۸۸۶ مجسمه بزرگی با عنوان «روشنایی آزادی در جهان می‌درخشد» به آمریکا هدیه کرد که هم‌اکنون در جزیره آزادی (Liberty Island) در بندر نیویورک نصب و به «مجسمه آزادی» مشهور است.

## ۱۸۲۰–۱۹۰۰: جنگ‌های داخلی

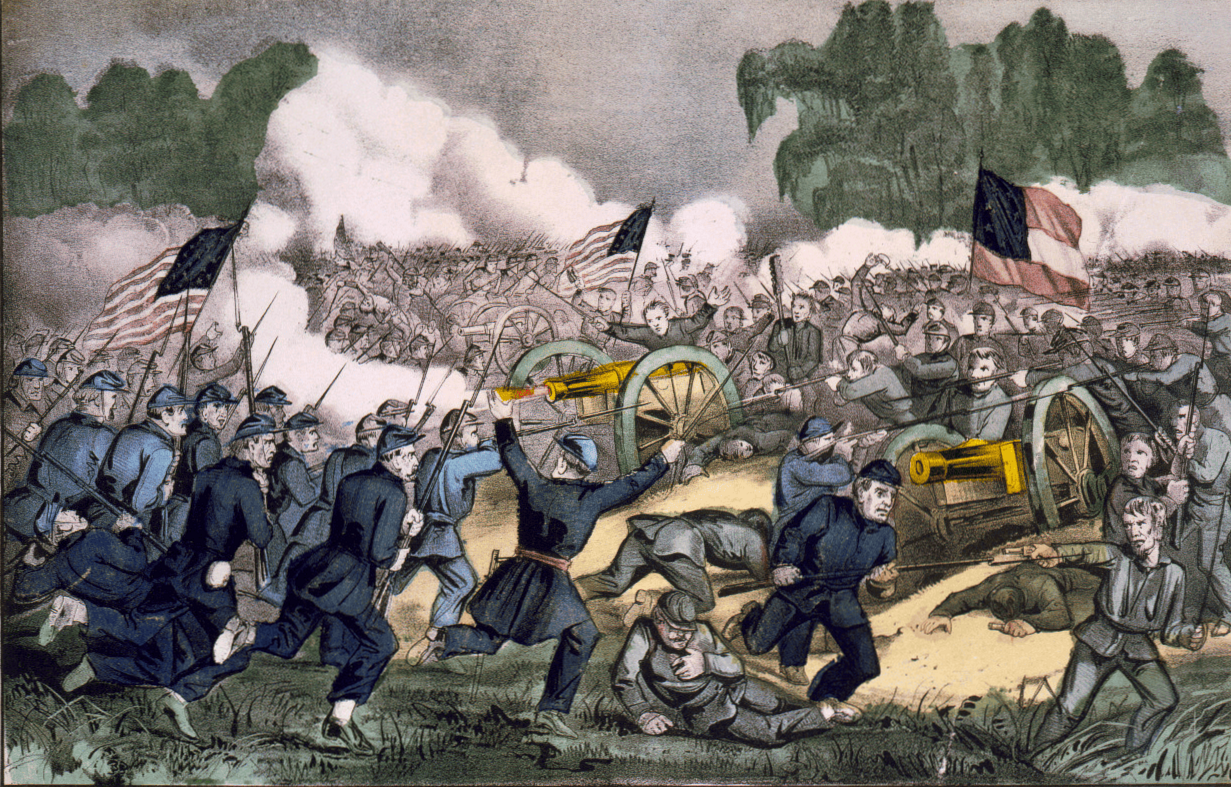
نبرد گتیزبرگ

سال ۱۸۶۱، جنگ داخلی آمریکا رخ داد که یکی از خونین‌ترین جنگ‌ها از این نوع در جهان می‌باشد. علت این جنگ به برده‌داری در ایالات جنوبی مربوط می‌شد که آبراهام لینکلن خواهان براندازی آن بود. این جنگ در سال ۱۸۶۵ با پیروزی شمالی‌ها به رهبری لینکلن، پایان گرفت.

## ۱۹۰۰–۱۹۵۰: جنگ‌های جهانی
در جنگ جهانی اول، پس از یک پیروزی امپراتوری آلمان بر روسیه تزاری، آمریکا پس از اعلام جنگ زیردریایی آلمانی‌ها در سال ۱۹۱۷، به مداخله در جنگ کشیده شد. پس از شکست آلمانی‌ها و آغاز جنگ جهانی دوم آمریکا در کنار بریتانیا و سایر متفقین ضد رایش سوم می‌جنگید. آمریکا که در ابتدا در این جنگ نیز بی‌طرف بود در ۷ دسامبر ۱۹۴۱، با حمله هوایی ناگهانی ژاپن بر پرل هاربر (بندر مروارید) در هاوایی مواجه شد. این حمله که باعث کشته‌شدن تعداد زیادی از خدمه و سربازان نیروی دریایی آمریکا و بخش بزرگی از تجهیزات آن بود، بهانه اصلی حمله اتمی آمریکا به هیروشیما و ناکازاکی در پایان جنگ جهانی دوم می‌باشد.
با پیروزی متفقین، شکست نهایی آلمان نازی در این جنگ و تخریب شدید زیرساختارهای اقتصادی و صنعتی اروپا، آمریکا که کمترین خسارات را متحمل شده بود، به عنوان قدرت بزرگ جهانی پدیدار شد. با اینحال پیامد مستقیم این جنگ، منازعه‌ای گسترده‌تر بود که به جنگ سرد لقب یافت. تنش میان آمریکا و شوروی در این سال‌ها حتی منجر به ناپایداری‌های سیاسی در داخل آمریکا، همچون ظهور مک کارتیسم گردید.

## ۱۹۵۰ تا دوره معاصر

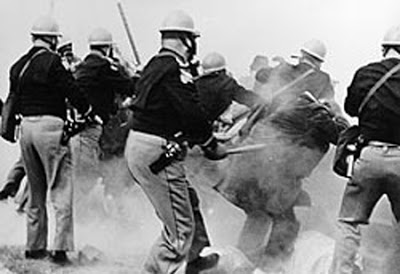
حمله پلیس به معترضین نژادپرستی در سال ۱۹۶۵ در آلاباما. این جنبش به جنبش حقوق مدنی معروف گردید.

از وقایع مهم پس از جنگ جهانی دوم، جنگ کره و جنگ ویتنام بود که آمریکا در هر دو حضور نظامی داشت.
جنبش حقوق مدنی در دهه شصت میلادی رسوایی واترگیت را به‌دنبال خود داشت که باعث نخستین و تنها استعفای ریاست جمهوری این کشور در تاریخ گردید.

## بازسازی ایالات متحده آمریکا
بازسازی ایالات متحده آمریکا دورهٔ تاریخی ۱۸۶۵ – ۱۸۷۷ و بعد از جنگ داخلی آمریکا که جنوب بار دیگر به لحاظ سیاسی و اقتصادی بازسازی شد و به ایالات متحده آمریکا بازگشت. در این دوره، جمهوری‌خواهان افراطی خواهان اضمحلال کامل ایالت‌های شورشی بودند اما اندرو جانسون رئیس‌جمهور ایالات متحده آمریکا با این تندروی‌ها مخالفت کرد و به تدریج زمینه بازگشت ایالت‌های تجزیه‌طلب را فراهم کرد.